# Theodotion
Theodotion (altgriechisch Θεοδοτίων, auch Theodotus genannt) war ein hellenistisch-jüdischer Gelehrter des 2. Jahrhunderts nach Christus. Er verfasste eine griechische Übersetzung des Alten Testaments.

## Leben
Laut Irenäus von Lyon, der von Eusebius zitiert wird, kam Theodotion wahrscheinlich aus Ephesus in Kleinasien. Er soll den jüdischen Glauben angenommen haben, nachdem er zuvor Gnostiker gewesen sei. Frühe Historiker ordneten seine Übersetzung den Jahren 180 bis 190 zu.

## Bibelübersetzung

Beziehungen verschiedener Manuskripte des AT untereinander - Einzelne Buchstaben stehen für Siglen besonders prominenter Handschriften: א, α', A, B, Q. Daneben stehen die Abkürzungen MT und LXX. Die svg-Grafik zeigt weitere Details, wenn sie hinreichend groß dargestellt wird. Grundlage dieses Stemma ist die Urtext-Theorie von Paul de Lagarde, wie sie in der Encyclopaedia Biblica von 1899 referiert wurde

Die Theodotion-Version der griechischen Bibelübersetzung erscheint in der sechsten Spalte der Hexapla des Origenes, einer Version des Alten Testaments aus dem 3. Jahrhundert, die sechs griechische bzw. hebräische Versionen des Texts in parallelen Spalten darstellt.
Bei Theodotions Version handelt sich weniger um eine unabhängige Übersetzung als vielmehr um eine Revision der Septuaginta, der frühesten griechischen Übersetzung, die teilweise aus dem 3. Jahrhundert vor Christus stammt. Allerdings füllte Theodotion die Auslassungen der Septuaginta. Bestimmte hebräische Worte werden nicht übersetzt, sondern in griechische Buchstaben transkribiert, entweder um Konjekturen zu vermeiden oder um der Übersetzung eine authentische Färbung zu verleihen.
Auf die Beliebtheit der Übersetzung von Theodotion in der frühen Kirche kann aus den dorther stammenden Fragmenten, die Lücken im Septuaginta-Text des Buches Jeremia füllen, und aus seiner Version von Daniel, welche an die Stelle der Septuaginta-Übersetzung trat, geschlossen werden. Diese Übersetzung wurde im 2. Jahrhundert im Hirten des Hermas und von dem christlichen Apologeten Justin zitiert. Der Austausch des Danielbuches war so gründlich, dass nur zwei Handschriften (eine etwa aus dem 3. Jahrhundert und eine aus dem 11. Jahrhundert) des griechischen Alten Testaments die Septuaginta-Version enthalten.
Theodotions Version des Buches Daniel könnte wiederum auf eine ältere Übersetzung zurückgehen, da sie an einigen Stellen erheblich von der Septuaginta abweicht. Dies betrifft insbesondere die eingeschobenen Erzählungen von Susanna sowie von Bel und dem Drachen. Eine kleinere, aber bedeutende Übersetzungsvariante findet sich in Jes 7,14 , wo bei Theodotion νεᾶνις (junge Frau) statt, wie in der Septuaginta, παρθένος (Jungfrau) übersetzt wird.
Die erhaltenen Handschriften des Theodotion-Textes wurden erstmals im Jahr 1875 veröffentlicht.